# Fauquembergues
Fauquembergues est une commune française située dans le département du Pas-de-Calais en région Hauts-de-France. Ses habitants sont appelés les Fauquemberguois.
La commune fait partie de la communauté d'agglomération du Pays de Saint-Omer qui regroupe 53 communes et compte 104 937 habitants en 2021.

## Géographie

### Localisation
Localisée dans le centre du département du Pas-de-Calais, Fauquembergues est une commune de la vallée de l'Aa située, à vol d'oiseau, à 9 km au nord de la commune de Fruges et à 19 km au sud-ouest de la commune de Saint-Omer (chef-lieu d'arrondissement).
Le territoire de la commune est limitrophe de ceux de quatre communes.
Les communes limitrophes sont Saint-Martin-d'Hardinghem, Renty, Thiembronne et Audincthun.

### Géologie et relief
La superficie de la commune est de 7,13 km2 ; son altitude varie de 72  à   186 m.

### Hydrographie

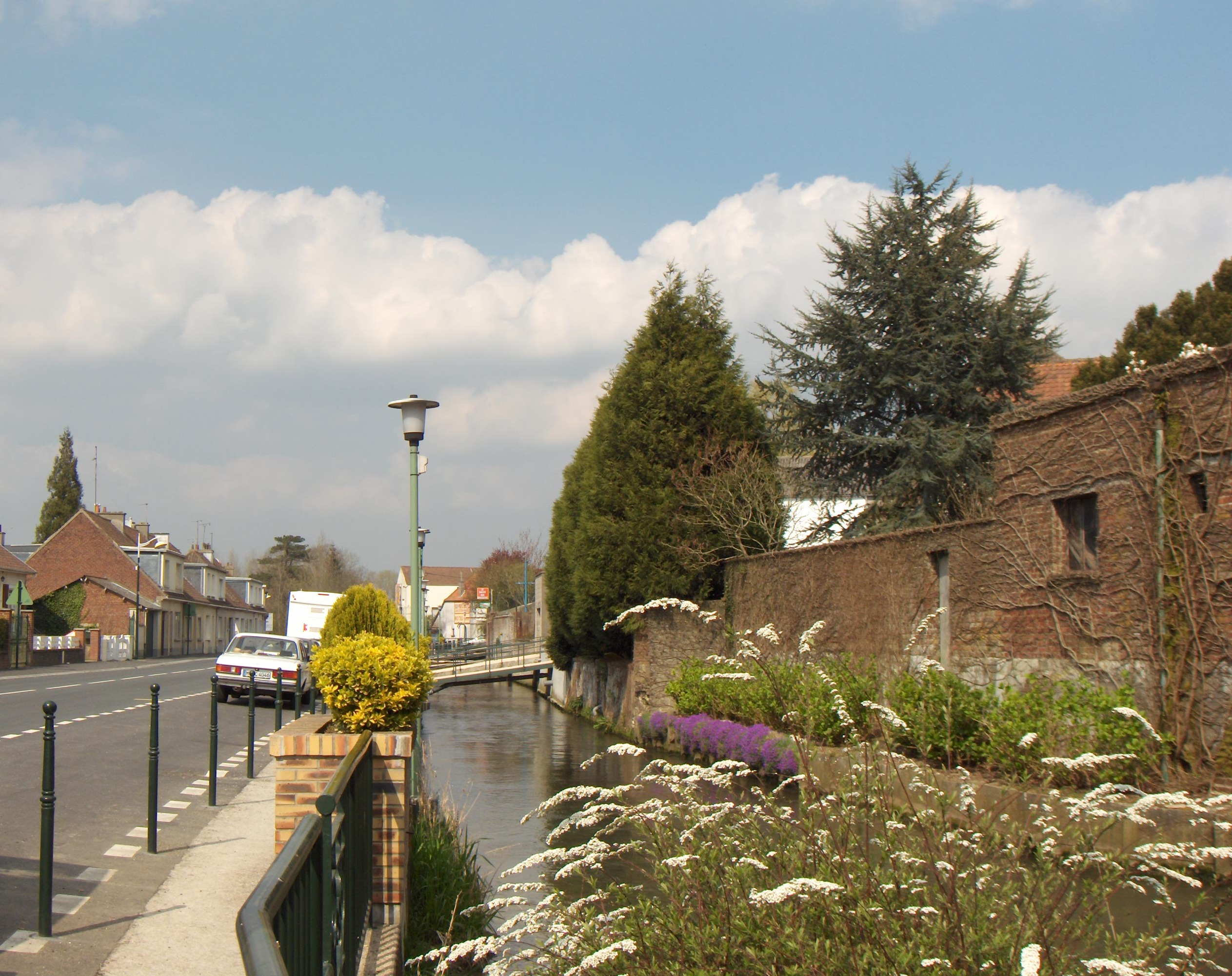
L'Aa traversant la commune.

Le territoire de la commune est situé dans le bassin Artois-Picardie.
La commune est traversée par :
- le fleuve l'Aa, un cours d'eau naturel de 55,55 km, qui prend sa source dans la commune de Bourthes et se jette dans le canal de Neufossé au niveau de la commune de Saint-Omer[4] ;

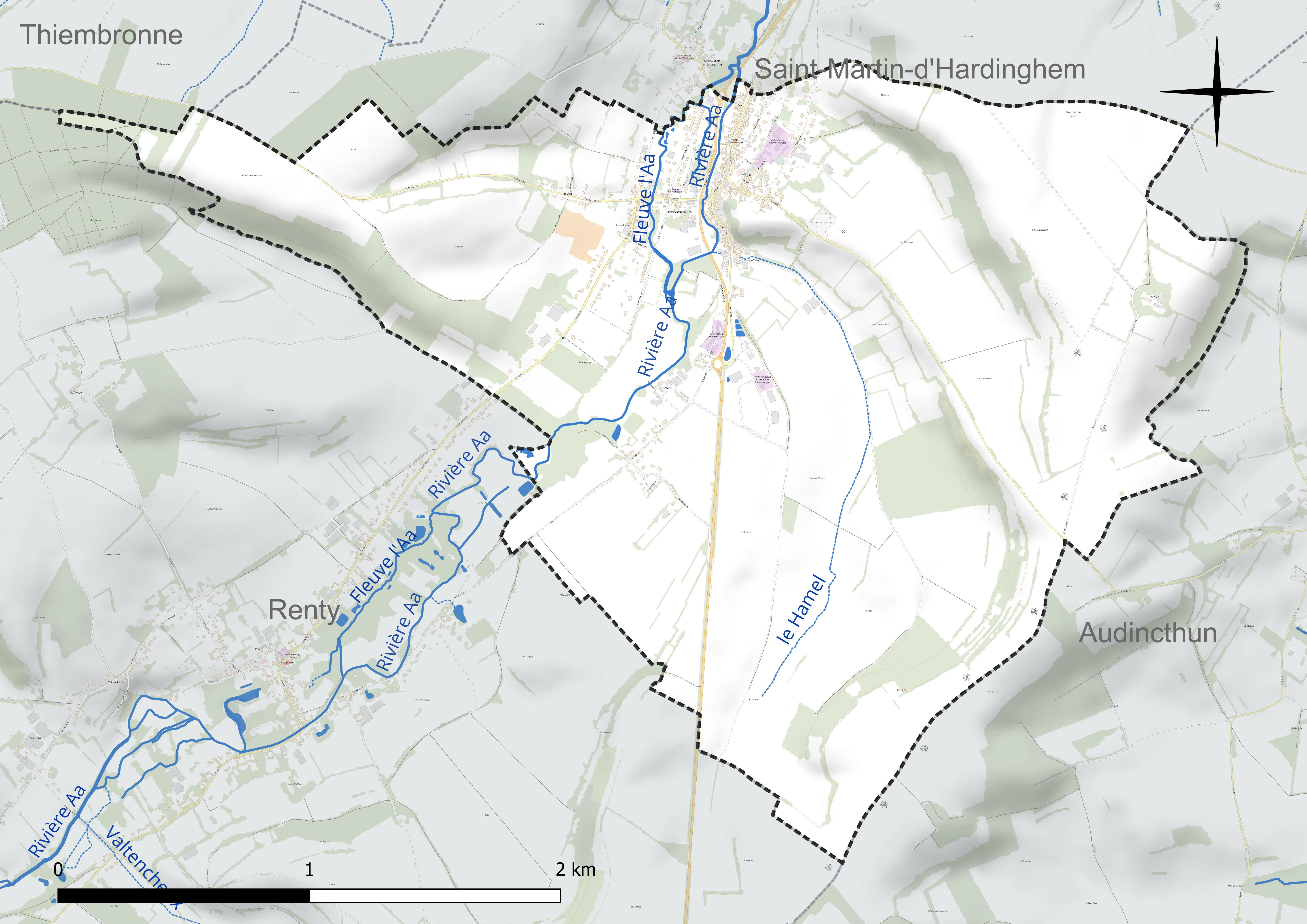
Réseau hydrographique de Fauquembergues.

- le Hamel, d'une longueur de 1,27 km, qui prend sa source dans la commune et y termine sa course[5] ;
- le fleuve l'aa, d'une longueur de 1,05 km qui prend sa source dans la commune et se jette dans l'Aa au niveau de la commune de Saint-Martin-d'Hardinghem[6].

### Climat
Pour des articles plus généraux, voir Climat des Hauts-de-France et Climat du Pas-de-Calais.
En 2010, le climat de la commune est de type climat océanique altéré, selon une étude du CNRS s'appuyant sur une série de données couvrant la période 1971-2000. En 2020, Météo-France publie une typologie des climats de la France métropolitaine dans laquelle la commune est exposée à un climat océanique et est dans la région climatique Côtes de la Manche orientale, caractérisée par un faible ensoleillement (1 550 h/an) ; forte humidité de l’air (plus de 20 h/jour avec humidité relative > 80 % en hiver), vents forts fréquents.
Pour la période 1971-2000, la température annuelle moyenne est de 10,1 °C, avec une amplitude thermique annuelle de 13,8 °C. Le cumul annuel moyen de précipitations est de 928 mm, avec 12,9 jours de précipitations en janvier et 8,5 jours en juillet. Pour la période 1991-2020, la température moyenne annuelle observée sur la station météorologique la plus proche, située sur la commune de Radinghem à 6 km à vol d'oiseau, est de 10,5 °C et le cumul annuel moyen de précipitations est de 1 038,1 mm,. Pour l'avenir, les paramètres climatiques de la commune estimés pour 2050 selon différents scénarios d'émission de gaz à effet de serre sont consultables sur un site dédié publié par Météo-France en novembre 2022.

### Paysages
Pour un article plus général, voir Paysage en France.
La commune s'inscrit dans les « paysages des hauts plateaux artésiens » tels qu’ils sont définis dans l’atlas de paysages de la région Nord-Pas-de-Calais, conçu par la direction régionale de l'Environnement, de l'Aménagement et du Logement (DREAL),.
Ces paysages, qui concernent 77 communes du Pas-de-Calais, se situent à l'extrémité ouest des collines de l'Artois qui traversent le Pas-de-Calais d'Arras au Boulonnais. L'altitude de ces paysages dépassent les 180 mètres. Ces dimensions sont modestes, d'une quinzaine de kilomètres du sud-est au nord-ouest et d'une vingtaine de kilomètres dans sa dimension la plus grande.
Ces « paysages des hauts plateaux artésiens », appelés aussi « Haut Artois », se caractérisent par trois ensembles écopaysagers : 
- l'ensemble mésophile ouvert du plateau artésien calcaire ;
- l'ensemble alluvial des fonds de vallée de la Lys et de l'Aa ;
- l'ensemble calcicole des versants calcaires des vallées[14].

Le « Haut Artois » dispose d'une importante densité de corridors biologiques bien interconnectés.
Dans le « Haut Artois », pas de villes, c'est une des rares terres rurales de la région, les communes les plus importantes sont, du nord au sud, Lumbres, Fauquembergues et Fruges. Le « Haut Artois », drainé par l'Aa et la Lys, constitue le sommet de l'anticlinal artésien, paysage ventée, froid et aux précipitations importantes qui en font le château d'eau régional.
Leș cultures représentent environ 60 % des sols, les prairies entre 26 et 27 %, les bois de 5 à 8 % et les villages et bourgs de 5 à 8 %, l'industrie y est peu présente.

### Milieux naturels et biodiversité

#### Zones naturelles d'intérêt écologique, faunistique et floristique
L’inventaire des zones naturelles d'intérêt écologique, faunistique et floristique (ZNIEFF) a pour objectif de réaliser une couverture des zones les plus intéressantes sur le plan écologique, essentiellement dans la perspective d’améliorer la connaissance du patrimoine naturel national et de fournir aux différents décideurs un outil d’aide à la prise en compte de l’environnement dans l’aménagement du territoire.
Le territoire communal comprend deux ZNIEFF de type 1 : 
- les coteaux de la haute vallée de l’Aa et les carrières de Cléty. Cette ZNIEFF est constituée d’une craie marneuse formée il y a environ 90 millions d’années par la sédimentation marine. L’érosion du plateau crayeux de l’Artois a donné naissance à de nombreuses vallées sèches ou parcourues par des ruisseaux temporaires, voire de véritables cours d’eau[15] ;
- La haute Aa et ses végétations alluviales entre Remilly-Wirquin et Wicquinghem, d’une superficie de 564 ha et d'une altitude variant de 40  à   118 m[16].

et une ZNIEFF de type 2 : la haute vallée de l’Aa et ses versants en amont de Remilly-Wirquin. La haute vallée de l’Aa se rattache à l’entité paysagère des hauts plateaux artésiens, elle intègre la source de ce fleuve côtier situé à Bourthes et les premiers kilomètres de ce cours d’eau qui trace un sillon profond dans les collines de l'Artois.

Carte des ZNIEFF de type 1 et 2 sur la commune
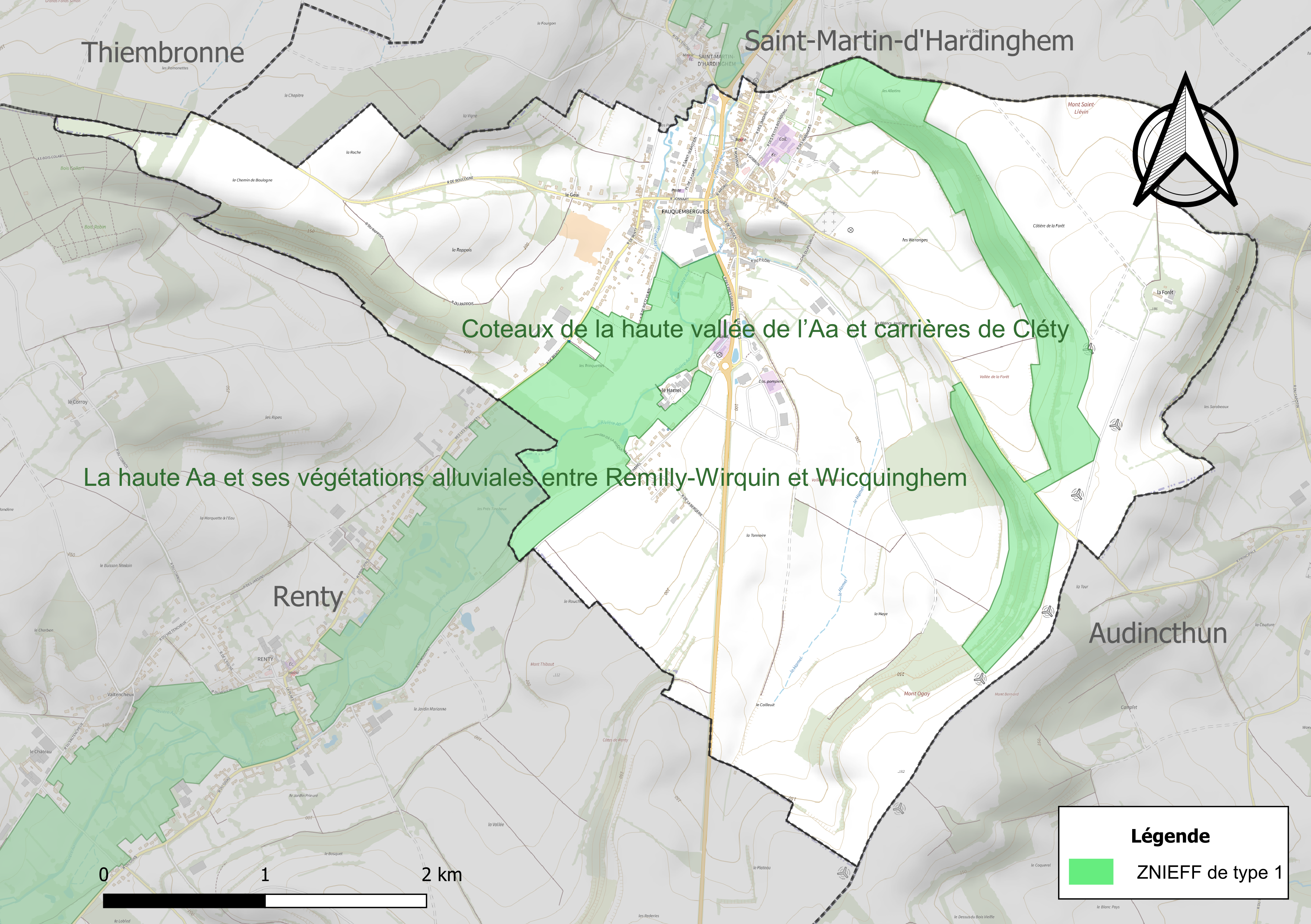
Carte des ZNIEFF de type 1 sur la commune.
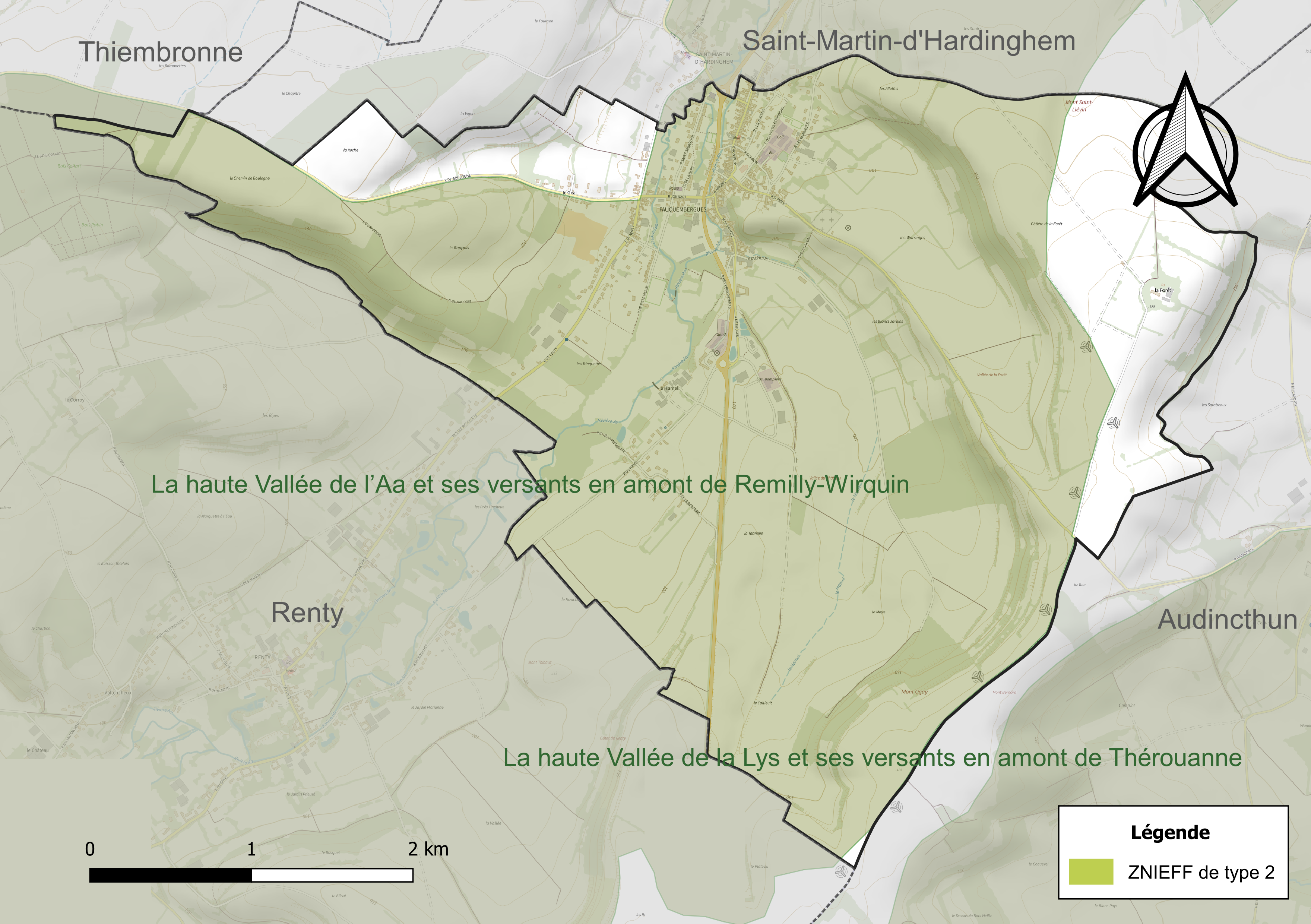
Carte de la ZNIEFF de type 2 sur la commune.

## Urbanisme

### Typologie
Au 1er janvier 2024, Fauquembergues est catégorisée bourg rural, selon la nouvelle grille communale de densité à sept niveaux définie par l'Insee en 2022.
Elle appartient à l'unité urbaine de Fauquembergues, une agglomération intra-départementale regroupant quatre  communes, dont elle est ville-centre,,. Par ailleurs la commune fait partie de l'aire d'attraction de Saint-Omer, dont elle est une commune de la couronne,. Cette aire, qui regroupe 79 communes, est catégorisée dans les aires de 50 000 à moins de 200 000 habitants,.

### Occupation des sols
L'occupation des sols de la commune, telle qu'elle ressort de la base de données européenne d’occupation biophysique des sols Corine Land Cover (CLC), est marquée par l'importance des territoires agricoles (91,4 % en 2018), en diminution par rapport à 1990 (92,8 %). La répartition détaillée en 2018 est la suivante : 
terres arables (58,1 %), prairies (27,8 %), zones urbanisées (8,1 %), zones agricoles hétérogènes (5,4 %), forêts (0,6 %). L'évolution de l’occupation des sols de la commune et de ses infrastructures peut être observée sur les différentes représentations cartographiques du territoire : la carte de Cassini (XVIIIe siècle), la carte d'état-major (1820-1866) et les cartes ou photos aériennes de l'IGN pour la période actuelle (1950 à aujourd'hui).

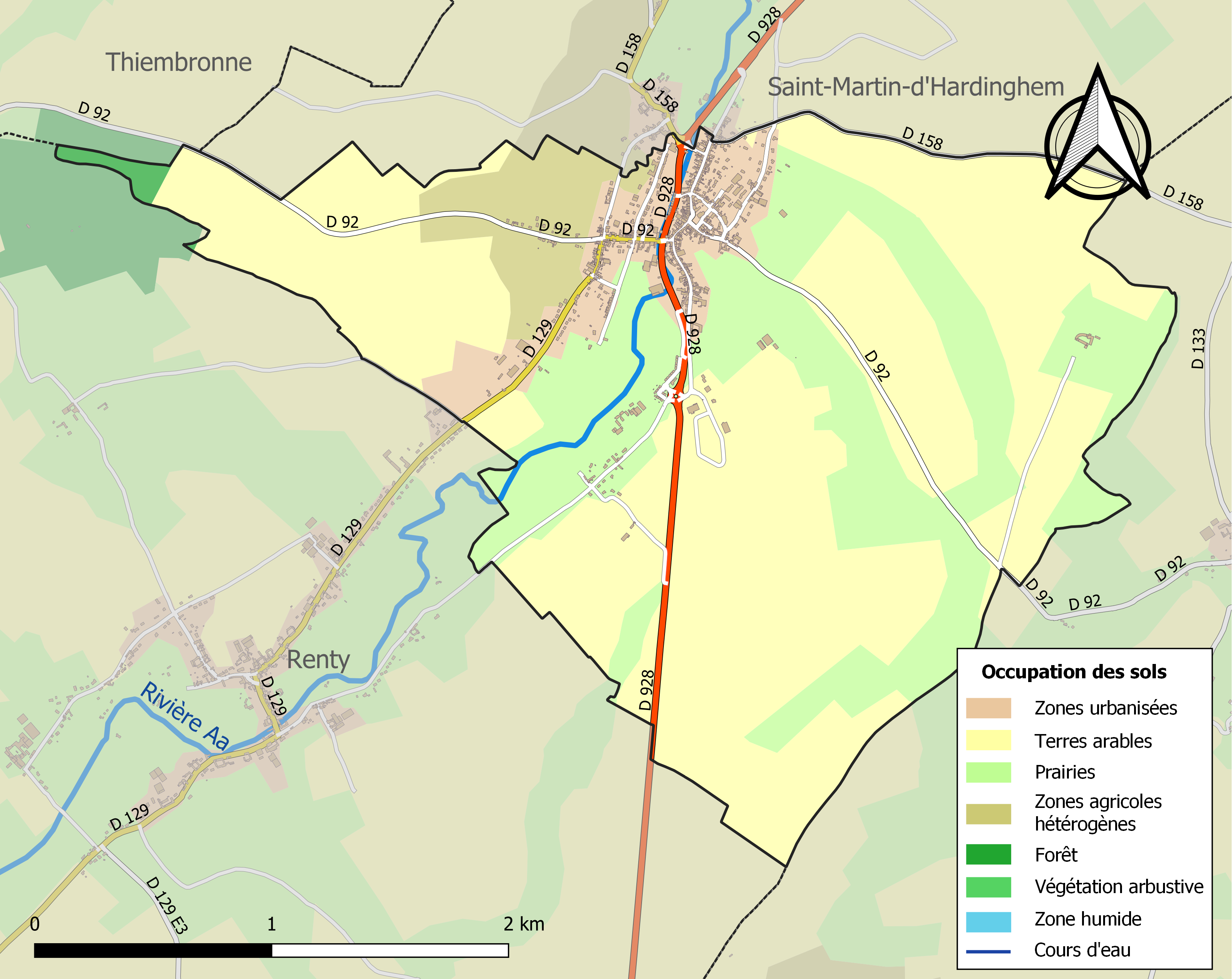
Carte des infrastructures et de l'occupation des sols de la commune en 2018 (CLC).

### Voies de communication et transports

#### Voies de communication
La commune est desservie par les routes départementales D 92, D 129, D 158 et D 928 reliant Saint-Omer et Abbeville.

### Énergie
Sur la commune, treize éoliennes, atteignant 101 m de haut, sont implantées à la limite avec Audincthun. Un autre groupe d'éoliennes lui fait face du côté de Bomy.

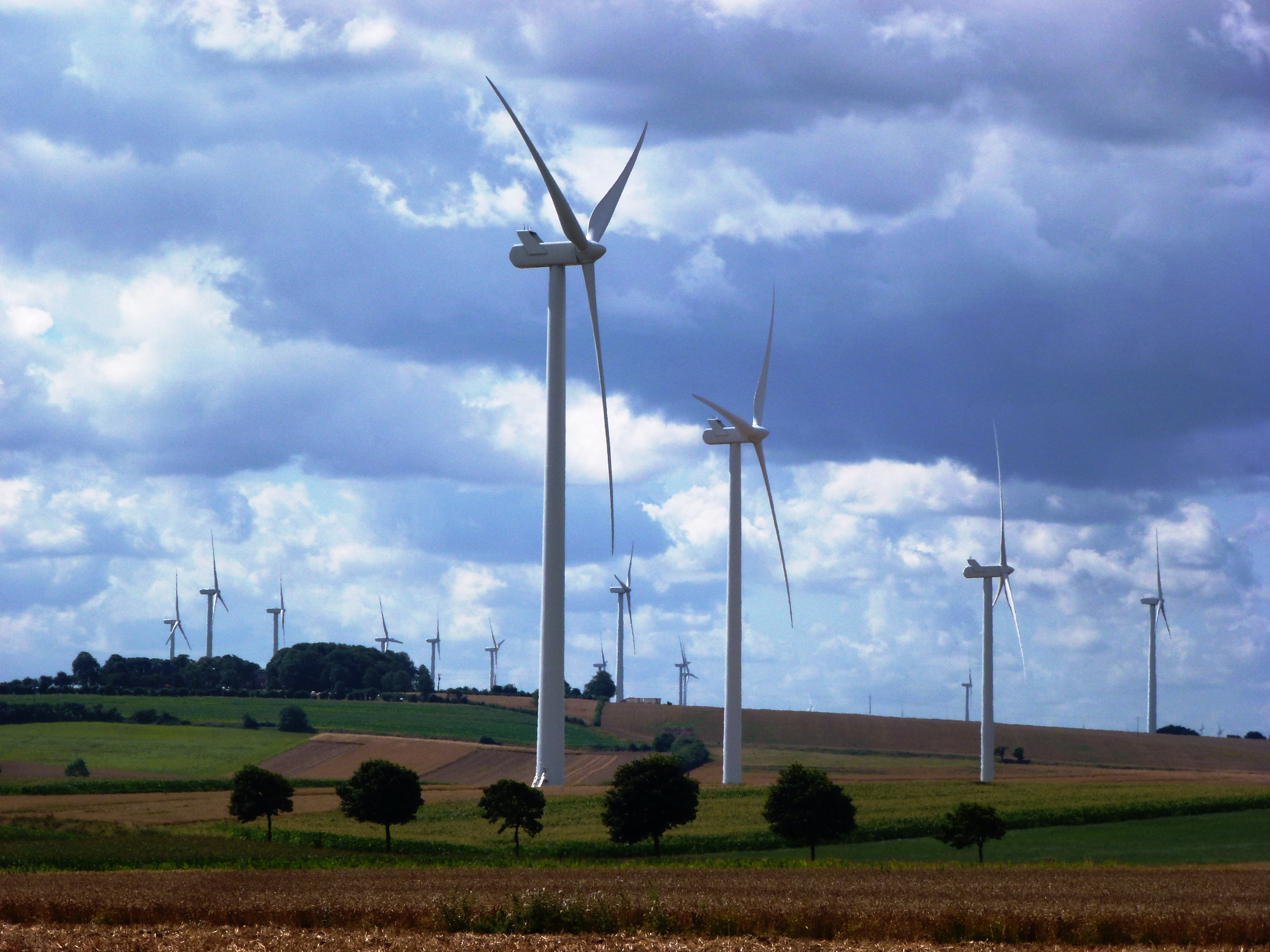
Les éoliennes de Fauquembergues.

### Risques naturels et technologiques

#### Risque inondation
À la suite du passage des tempêtes Ciarán, Domingos et Elisa et des inondations et coulées de boue qui se sont produites, la commune est reconnue, par arrêté du 14 novembre 2023, en état de catastrophe naturelle pour inondations et coulées de boue sur la période du 2 au 12 novembre 2023, comme 179 autres communes du département.

## Toponymie

### Attestations anciennes
Le nom de la localité est attesté sous les formes Falcoberg vers 935-961 ; Falcomberga au Xe siècle ; Falcamberga à la fin du Xe siècle ; Falcanberga en 1065 ; Falcenberga en 1119 ; Falkenberga en 1124 ; Falkemburga en 1142 ; Falkenberge en 1146 ; Flacamberga en 1168 ; Falkenberga en 1175 ; Faukenberga en 1197 ; Falconis mons au XIIe siècle ; Fauconberge en 1202 ; Falgoberga en 1243 ; Falcoberga en 1251 ; Faulquemberghe en 1257 ; Faukembergues en 1266 ; Falquemberga en 1290 ; Fauquemberke en 1293 ; Faukenberge en 1299 ; Folkemberghe en 1340 ; Fauquenberghe en 1364 ; Faulkembergue en 1368 ; Franquemberghe en 1403 ; Faquebergue en 1442 ; Falquemberghe en 1444 ; Fauckembergue en 1446 ; Faulcquembergue en 1475 ; Faulkenberge au XVe siècle ; Fauquemberg en 1720, Fauquembergue en 1793 ; Fauquemberg et Fauquembergues depuis 1801.
Fauquimbergue en picard et Valkenberg en flamand.

### Étymologie
Ernest Nègre voit dans le nom de Fauquembergues l'anthroponyme germanique Falco suivi de berg « mont, montagne », plus tard francisé en bergues ; le tout donnant donc le « mont de Falco ». Toponymie similaire à Faulquemont.

## Histoire

### Avant 1789
En 1066, un Franco de Falkemberg participe à la conquête de l'Angleterre menée par Guillaume le Conquérant.
Avant de devenir un comté, Fauquembergues était une seigneurie dépendant de la châtellenie de Saint-Omer. Le seigneur de Fauquemberques est un des pairs de la châtellenie.
En 1146, le seigneur de Fauquembergues s'appelle Hugues. Il s'agit d'un membre de l'importante maison de Saint-Omer, dont les aînés sont châtelains de Saint-Omer et seigneurs de Fauquembergues.
En 1166, Guillaume, fils de Guillaume Le Jeune, châtelain de Saint-Omer, est seigneur de Fauquembergues, sa sœur est mariée à Walter de Courtrai.
En 1222, Guillaume, châtelain de Saint-Omer et seigneur de Fauquembergues, avec le consentement de sa femme et de sa sœur Mathilde, abandonne à l'évêque de Thérouanne Adam et à ses successeurs la collation des prébendes fondées par lui dans l'église de Notre-Dame de Fauquembergues.
En 1242, plusieurs dignitaires ecclésiastiques attestent la cession à l'église de Thérouanne (le chapitre de chanoines) de la dîme de Mousles faite par Guillaume, bailli de Fauquembergues et approuvée par l'évêque de Thérouanne.
En 1268, Guillaume, châtelain de Saint-Omer, seigneur de Fauquembergues, sur l'avis de son oncle Arnould III de Guînes, comte de Guînes, et de sa tante Mathilde, châtelaine de Saint-Omer, et de plusieurs autres personnes assigne une dot à sa sœur Mathilde.
Vers 1299, Chrétienne de Fauquemberghe est la sœur de Robert de Boulogne, prévôt de la cathédrale Saint-Martin d'Ypres.
En octobre 1334, Jean de Faukemberghe, sergent du roi à Amiens, vient en Flandre pour citer à comparaitre Louis Ier de Flandre, comte de Flandre et comte de Nevers à Montreuil, pour faire connaitre et entériner la décision du roi, (Philippe VI de Valois), à propos de la propriété de Bailleul, revendiquée par Louis et par la dame de Cassel, (Jeanne de Bretagne épouse de Robert de Cassel). La décision du roi est favorable à cette dernière (Robert de Cassel avait reçu de son père Robert III de Flandre toute la Flandre maritime en échange de sa renonciation au comté de Flandre).

#### Atelier monétaire
Fauquembergues est citée dans le règlement de 1315 sur les monnaies : « item la monnoie de la dame de Fauquembergue doit estre à 4 deniers 10 grains le loy argent le roy et de 19 s 6 d de pois au marc de Paris » et « doit faire la dame de Fauquembergue le coing de sa monnoie devers croiz et devers pille telle ».
Il y eut bien un atelier monétaire dans la ville, peu ou pas de monnaie n'est parvenu jusqu'à nous.
Une Eléonore (1290-1326?), a laissé une trace avec des monnaies qui figurent dans l'ouvrage Les monnaies féodales de France de Faustin Poey d'Avant.

#### Comté de Fauquemberghes
Fauquembergues était le siège d'un comté, domaine d'un comte, jusqu'à la Révolution française.
Jean de Beaumont, comte de Fauquembergues, combat et trouve la mort à la bataille d'Azincourt en 1415.
Autour de 1550, Jacques comte de Ligne et de Fauquembergues est gouverneur et châtelain de la ville d'Ath (aujourd'hui en Belgique).

### Depuis 1789
Le 31 décembre 1894, la commune de Fauquembergues est en grand émoi : dans le centre du village a été retrouvée une inscription favorable aux anarchistes (des attentats anarchistes ont secoué la capitale Paris les années précédentes, voir Propagande par le fait) et remettant en cause la Troisième République.

## Politique et administration

### Découpage territorial
La commune se trouve dans l'arrondissement de Saint-Omer du département du Pas-de-Calais, depuis 1801.

#### Commune et intercommunalités
La commune est membre de la communauté d'agglomération du Pays de Saint-Omer.

#### Circonscriptions administratives
La commune est rattachée au canton de Fruges. Avant le redécoupage cantonal de 2014, elle était, depuis 1801, rattachée au canton de Fauquembergues.

#### Circonscriptions électorales
Pour l'élection des députés, la commune fait partie de la sixième circonscription du Pas-de-Calais.

### Élections municipales et communautaires

#### Liste des maires
| Période                                  | Période                       | Identité                      | Étiquette   | Qualité |
| ---------------------------------------- | ----------------------------- | ----------------------------- | ----------- | --- |
| Les données manquantes sont à compléter. |                               |                               |             | |
|                                          |                               | Senlecq maire en 1894 et 1895 |             | fabricant de papier |
| Les données manquantes sont à compléter. |                               |                               |             | |
| mars 2001                                | En cours (au 21 février 2022) | Alain Méquignon               | PS puis DVG | Gestionnaire acheteur à la cimenterie de Lumbres Conseiller général (2003 → 2015) Conseiller départemental depuis 2021 Réélu pour le mandat 2014-2020, Réélu pour le mandat 2020-2026, |

La commune est dotée d'un conseil municipal d'enfants depuis 2014.

## Équipements et services publics

### Enseignement
La commune est située dans l'académie de Lille et dépend, pour les vacances scolaires, de la zone B.
Elle administre une école primaire.
Le département gère le collège Monsigny.

### Justice, sécurité, secours et défense
La commune dépend du tribunal judiciaire de Saint-Omer, du conseil de prud'hommes de Saint-Omer, de la cour d'appel de Douai, du tribunal de commerce de Boulogne-sur-Mer, du tribunal administratif de Lille, de la cour administrative d'appel de Douai, du pôle nationalité du tribunal judiciaire de Boulogne-sur-Mer et du tribunal pour enfants de Saint-Omer.

## Population et société

### Démographie
Les habitants sont appelés les Fauquemberguois.

#### Évolution démographique
L'évolution du nombre d'habitants est connue à travers les recensements de la population effectués dans la commune depuis 1793. Pour les communes de moins de 10 000 habitants, une enquête de recensement portant sur toute la population est réalisée tous les cinq ans, les populations de référence des années intermédiaires étant quant à elles estimées par interpolation ou extrapolation. Pour la commune, le premier recensement exhaustif entrant dans le cadre du nouveau dispositif a été réalisé en 2005.

En 2022, la commune comptait 942 habitants, en évolution de −4,94 % par rapport à 2016 (Pas-de-Calais : −0,72 %, France hors Mayotte : +2,11 %).
| 1793 | 1800  | 1806 | 1821 | 1831  | 1836 | 1841 | 1846 | 1851  |
| ---- | ----- | ---- | ---- | ----- | ---- | ---- | ---- | ----- |
| 750  | 1 003 | 827  | 928  | 1 010 | 948  | 979  | 987  | 1 066 |

| 1856  | 1861  | 1866  | 1872  | 1876  | 1881  | 1886 | 1891 | 1896 |
| ----- | ----- | ----- | ----- | ----- | ----- | ---- | ---- | ---- |
| 1 024 | 1 057 | 1 075 | 1 005 | 1 071 | 1 088 | 992  | 997  | 983  |

| 1901 | 1906 | 1911 | 1921 | 1926 | 1931 | 1936 | 1946 | 1954 |
| ---- | ---- | ---- | ---- | ---- | ---- | ---- | ---- | ---- |
| 935  | 953  | 882  | 860  | 820  | 765  | 806  | 892  | 842  |

| 1962 | 1968 | 1975 | 1982 | 1990 | 1999 | 2005 | 2006 | 2010 |
| ---- | ---- | ---- | ---- | ---- | ---- | ---- | ---- | ---- |
| 882  | 942  | 901  | 884  | 845  | 856  | 950  | 948  | 978  |

| 2015 | 2020 | 2022 | - | - | - | - | - | - |
| ---- | ---- | ---- | - | - | - | - | - | - |
| 991  | 949  | 942  | - | - | - | - | - | - |

#### Pyramide des âges
La population de la commune est relativement jeune.
En 2018, le taux de personnes d'un âge inférieur à 30 ans s'élève à 40,1 %, soit au-dessus de la moyenne départementale (36,7 %). De même, le taux de personnes d'âge supérieur à 60 ans est de 25,6 % la même année, alors qu'il est de 24,9 % au niveau départemental.
En 2018, la commune comptait 461 hommes pour 511 femmes, soit un taux de 52,58 % de femmes, légèrement supérieur au taux départemental (51,5 %).
Les pyramides des âges de la commune et du département s'établissent comme suit.
| Hommes | Classe d’âge | Femmes |
| ------ | ------------ | ------ |
| 0,4    | 90 ou +      | 3,0    |
| 6,0    | 75-89 ans    | 11,0   |
| 15,1   | 60-74 ans    | 15,2   |
| 18,9   | 45-59 ans    | 16,2   |
| 15,8   | 30-44 ans    | 17,6   |
| 18,4   | 15-29 ans    | 17,4   |
| 25,3   | 0-14 ans     | 19,4   |

| Hommes | Classe d’âge | Femmes |
| ------ | ------------ | ------ |
| 0,5    | 90 ou +      | 1,6    |
| 5,6    | 75-89 ans    | 8,9    |
| 16,7   | 60-74 ans    | 18,1   |
| 20,2   | 45-59 ans    | 19,2   |
| 18,9   | 30-44 ans    | 18,1   |
| 18,2   | 15-29 ans    | 16,2   |
| 19,9   | 0-14 ans     | 17,9   |

## Culture locale et patrimoine

### Lieux et monuments

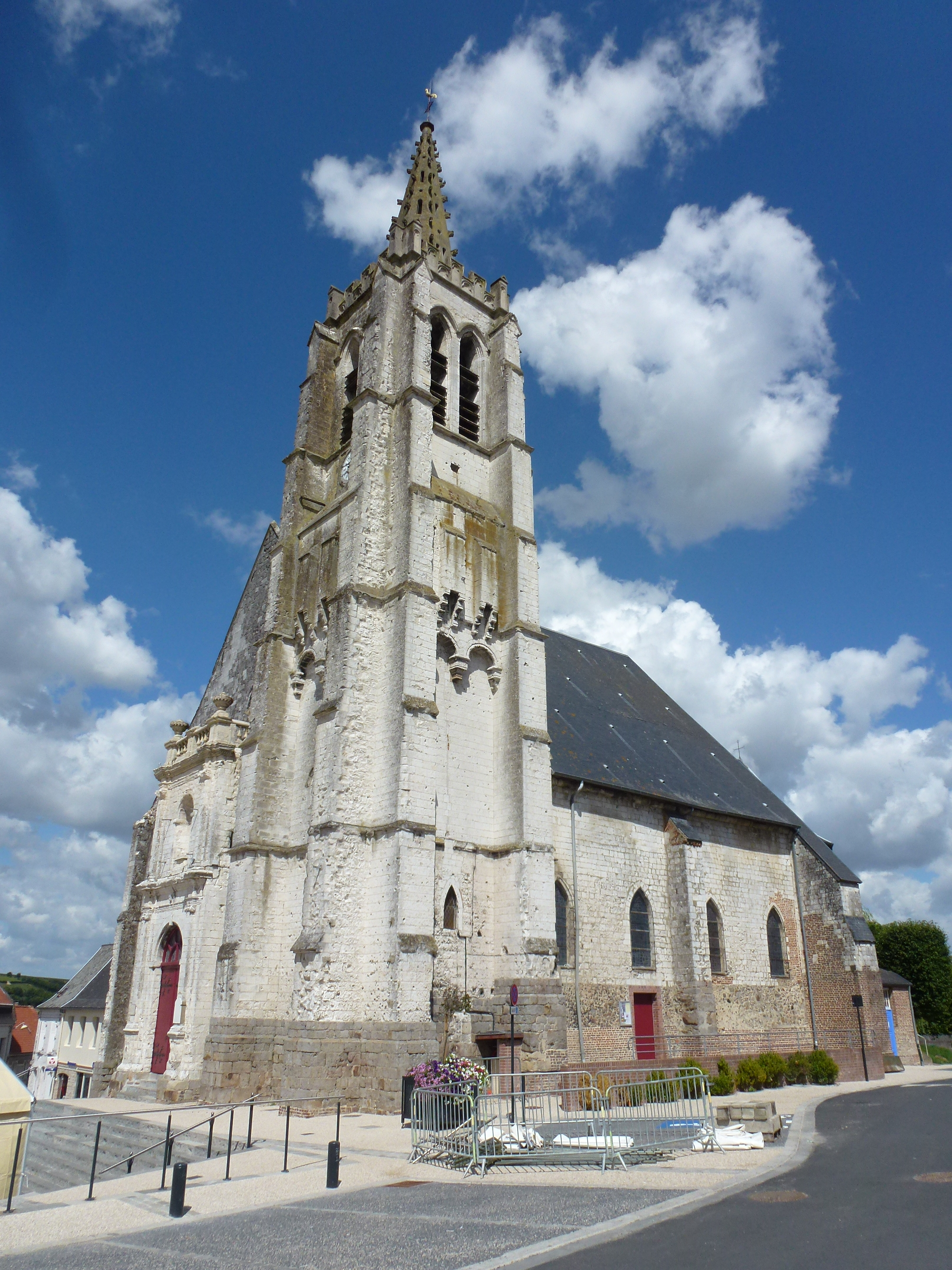
L'église de Fauquembergues.

#### Monument historique
- L'église Saint-Léger : ce bâtiment fait l’objet d’une inscription au titre des monuments historiques depuis le 5 avril 1948[53]. L'église possède un orgue de 1873-1874[54]. Dans l'église, 14 éléments patrimoniaux sont classés ou inscrits au titre d'objet des monuments historiques :
  - Objets classés :
    - La statue de la Vierge à l'Enfant terrassant le démon du XVIe siècle[55].
    - La dalle funéraire du XIVe siècle[56].
    - L'encensoir du XVe siècle[57].

  - Objets inscrits :
    - La cloche (1814)[58].
    - La statue du Christ en croix du XVIIIe siècle et XIXe siècle[59].
    - La crédence du XVIIIe siècle[60].
    - L'autel (maître-autel), tabernacle et exposition, du XVIIIe siècle[61].
    - Le bas-relief : Sainte Face du XVe siècle[62].
    - La statue de Saint Nicolas du XVIIIe siècle[63].
    - Le tableau Déploration du Christ du XIXe siècle[64].
    - La chaire à prêcher du XVIIIe siècle[65].
    - Le lambris et deux confessionnaux du XIXe siècle[66].
    - la clôture de chœur (banc de communion) du XVIIIe siècle[67].
    - Les fonts baptismaux du XVIe siècle et XVIIe siècle[68].
    - La dalle funéraire de Pierre Hannicot du XVIIe siècle[69].

#### Autres monuments
- La niche située rue de Fruges est dédiée à sainte Thérèse.
- Le calvaire sur la route d’Audincthun.
- Le monument du Souvenir français de Fauquembergues, mémorial cantonal de la guerre de 1870-1871[70].
- Le monument aux morts de la place, commémorant les guerres de 1914-1918, 1939-1945[70].
- Le monument aux morts au cimetière, commémorant les guerres de 1914-1918, 1939-1945 et d'Algérie[70].
- Dans le cimetière, deux tombes de guerre de la Commonwealth War Graves Commission
- Le calvaire rue de Renty (1946), commémorant le retour de captivité d'un prisonnier de guerre.

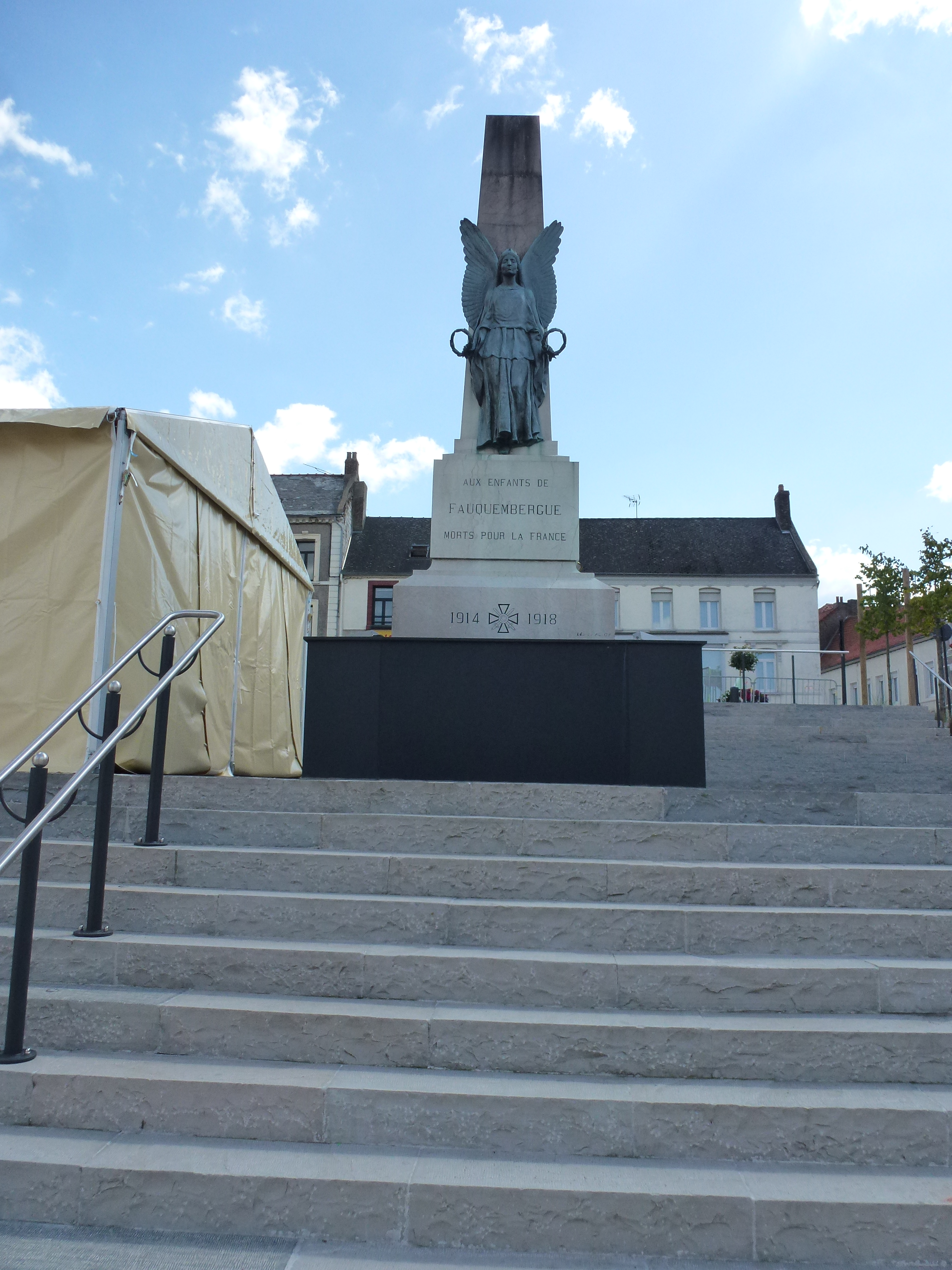
Le monument aux morts.
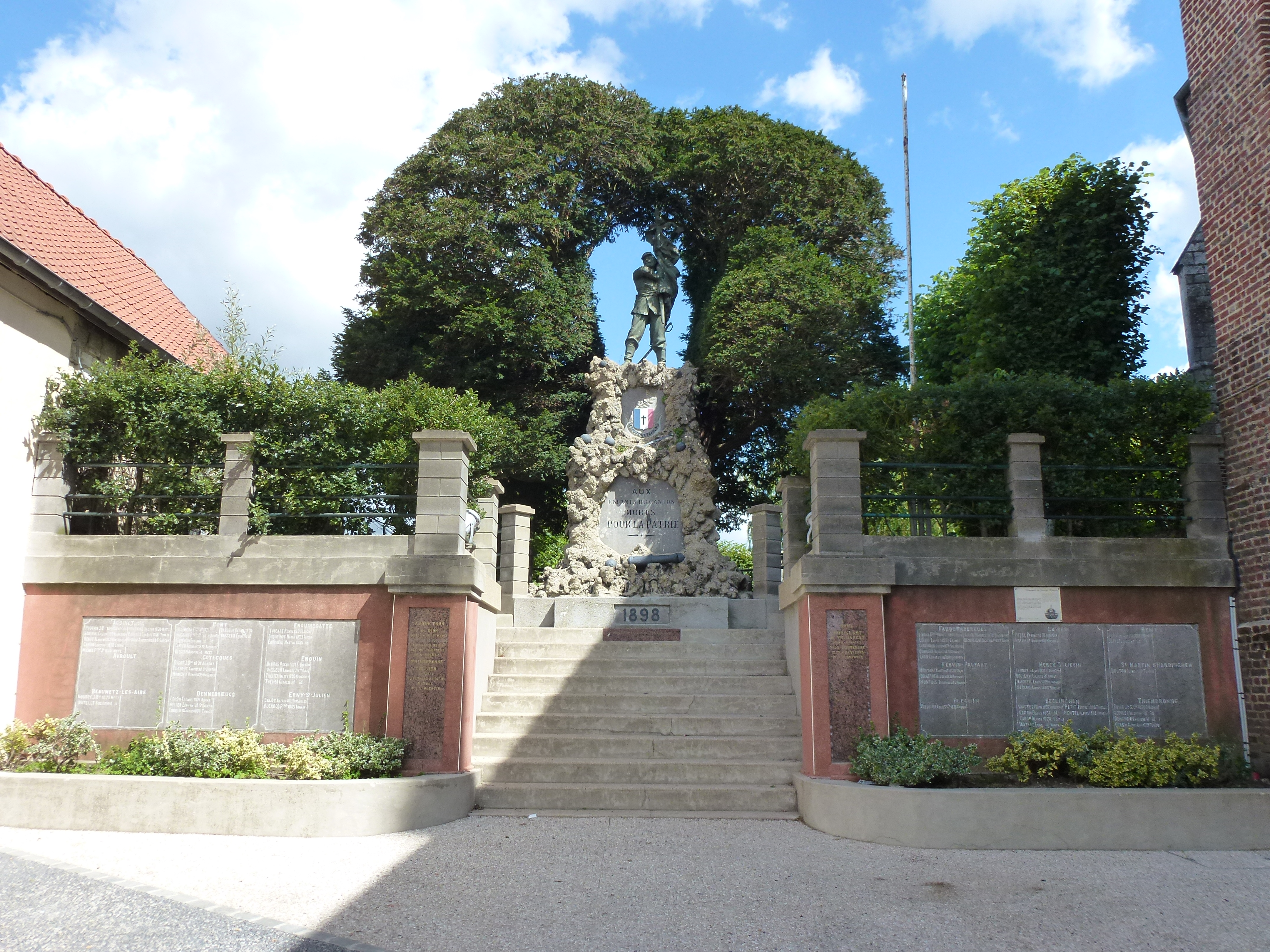
Le monument du Souvenir français, mémorial cantonal.

### Personnalités liées à la commune

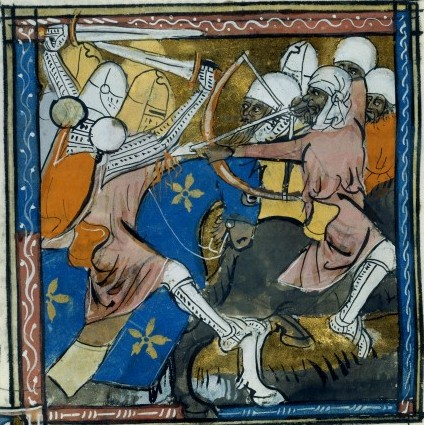
Mort d'Hugues de Fauquembergues, (manuscrit du XIVe siècle)

- Hugues de Fauquembergues (?-1106), seigneur de Fauquembergues, prince de Galilée et de Tibérias.
- Pierre-Alexandre Monsigny (1729-1817), compositeur, né à Fauquembergues.
- Constantin Senlecq (1842-1934), scientifique, né à Fauquembergues.
- Ernest Deligny (espérantiste) (1864-1950), enseignant et espérantiste, né à Fauquembergues.
- Léonce Alloy (1875-1949), sculpteur et médailleur, né à Fauquembergues.

### Héraldique, logotype et devise
| Blason de Fauquembergues | Blason  | D'azur à la fasce d'or.                           |
| Blason de Fauquembergues | Détails | Armes de la maison de Saint-Omer. Adopté en 1966. |

## Pour approfondir